# Ferdinand Ignaz von Nagel
Ferdinand Ignaz von Nagel (* 12. März 1660; † 15. März oder 23. März 1726 in Hildesheim) war Domherr in Paderborn und Hildesheim sowie Domdechant.

## Leben

### Herkunft und Familie
Als Sohn des Dietrich Hermann von Nagel und seiner Gemahlin  Maria Klara von Billerbeck zu Egelborg (1644–1701) wuchs Ferdinand Ignaz von Nagel zusammen mit seinen Geschwistern Franz Adolf, Ferdinand Matthias und Maria Elisabeth (* 1681, ⚭ Johann Bertraud von Etzbach) sowie seinen Halbbrüdern Christoph Bernhard und Georg Levin in der uralten westfälischen Adelsfamilie von Nagel auf.

### Werdegang und Wirken
Mit dem Erhalt der Tonsur am 10. März 1672 wurde Ferdinand Ignaz auf ein geistliches Amt vorbereitet. Durch päpstlichen Zuspruch erhielt er im Jahre 1682 eine Dompräbende in Paderborn. Am 29. Oktober 1690 wurde ihm die Präbende in Hildesheim verliehen. Das Domkapitel Hildesheim wählte ihn am 26. Oktober 1723 zum Domdechanten. Er war auch Kriegs- und Schatzrat des Fürstbischofs.